# Bom Jesus do Itabapoana
Bom Jesus do Itabapoana – miasto i gmina w Brazylii, w stanie Rio de Janeiro. Znajduje się w mezoregionie Norte Fluminense i mikroregionie Itaperuna.